# Hadelner Kanal

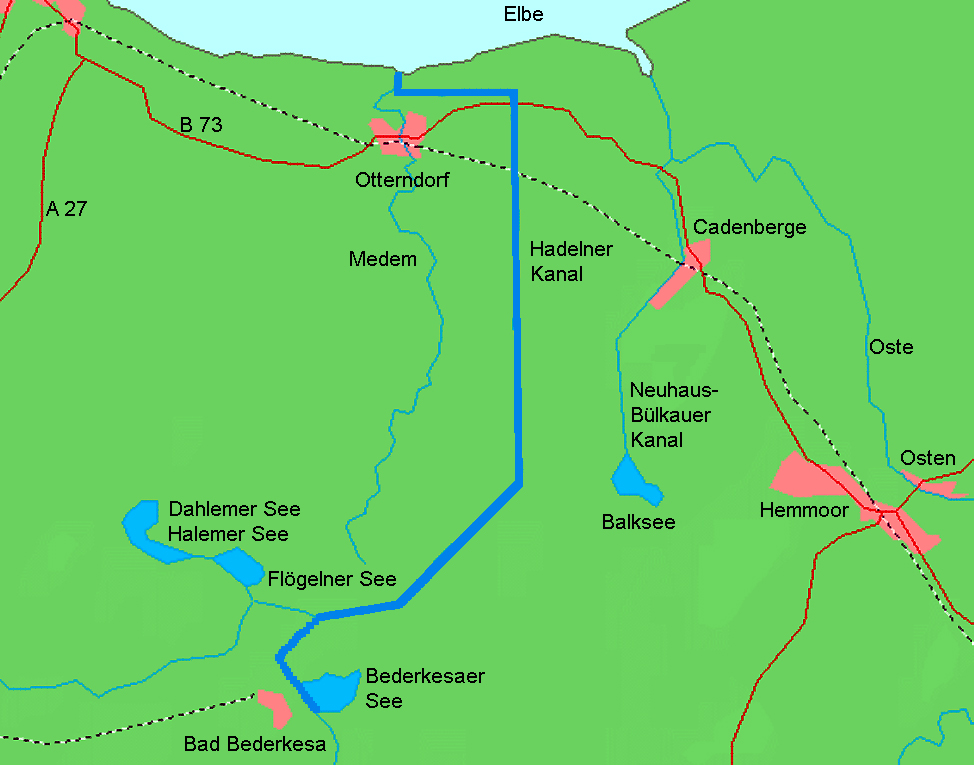
Der Hadelner Kanal

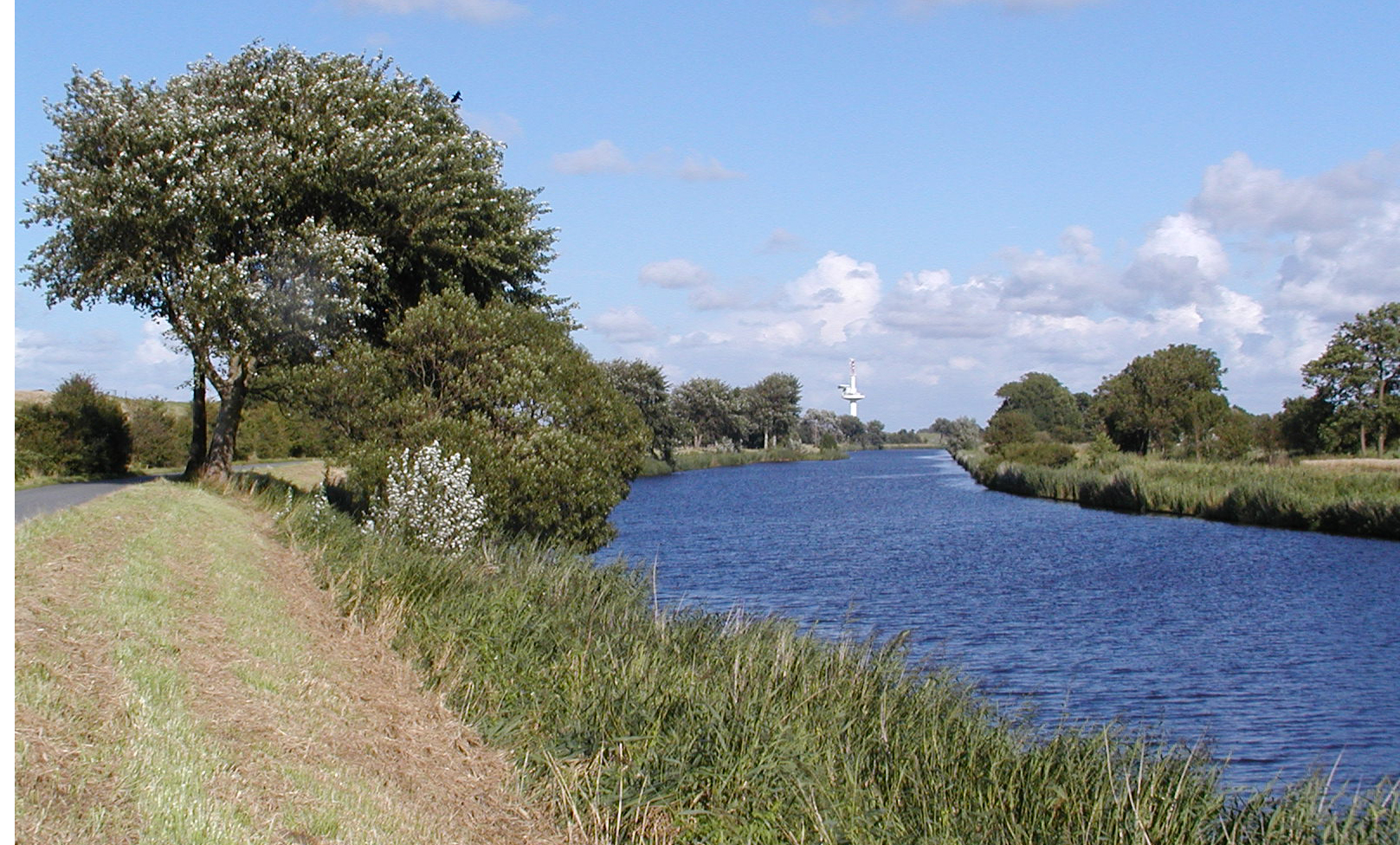
Der Hadelner Kanal bei Otterndorf

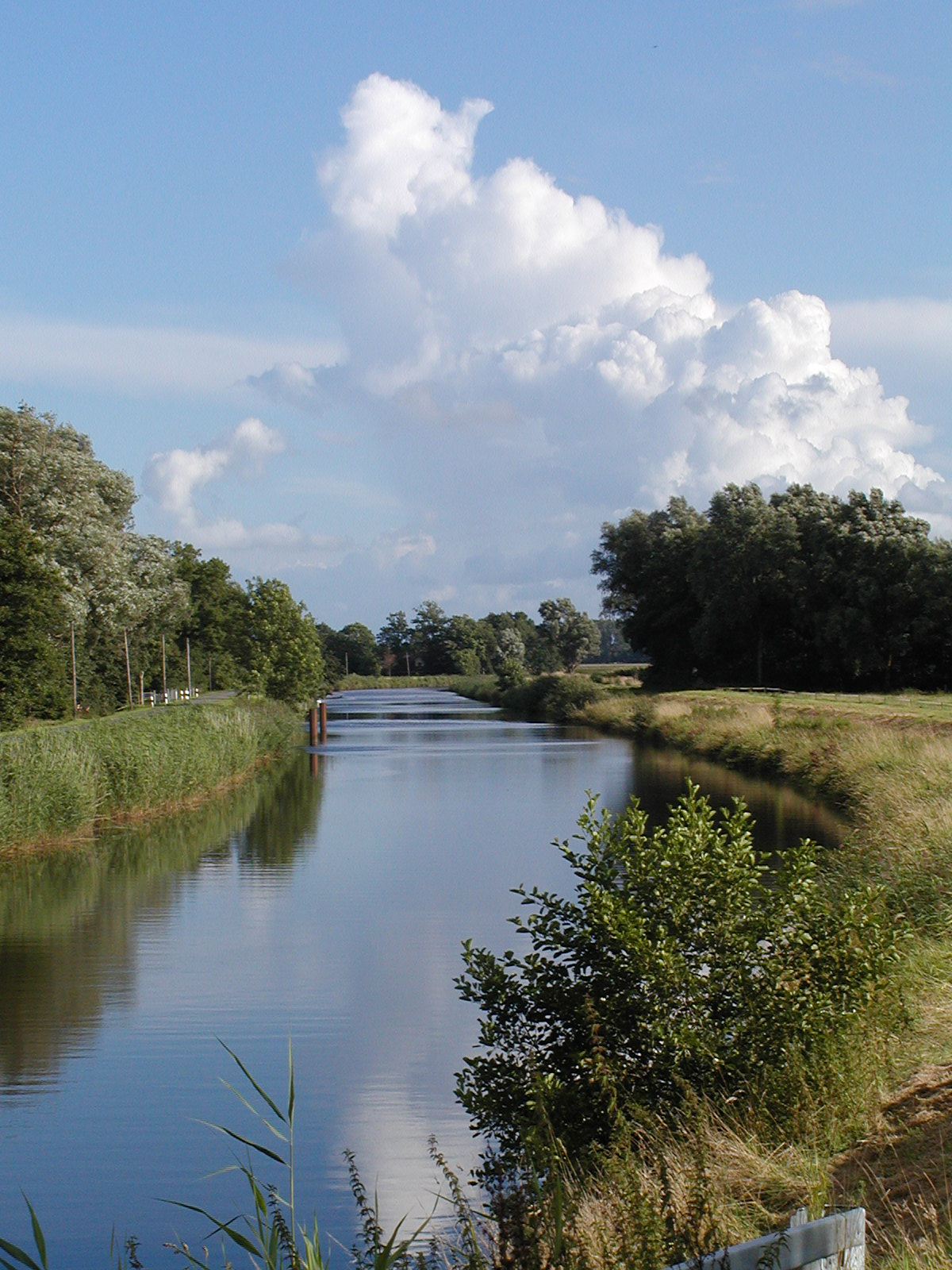
Der Hadelner Kanal in Bülkau

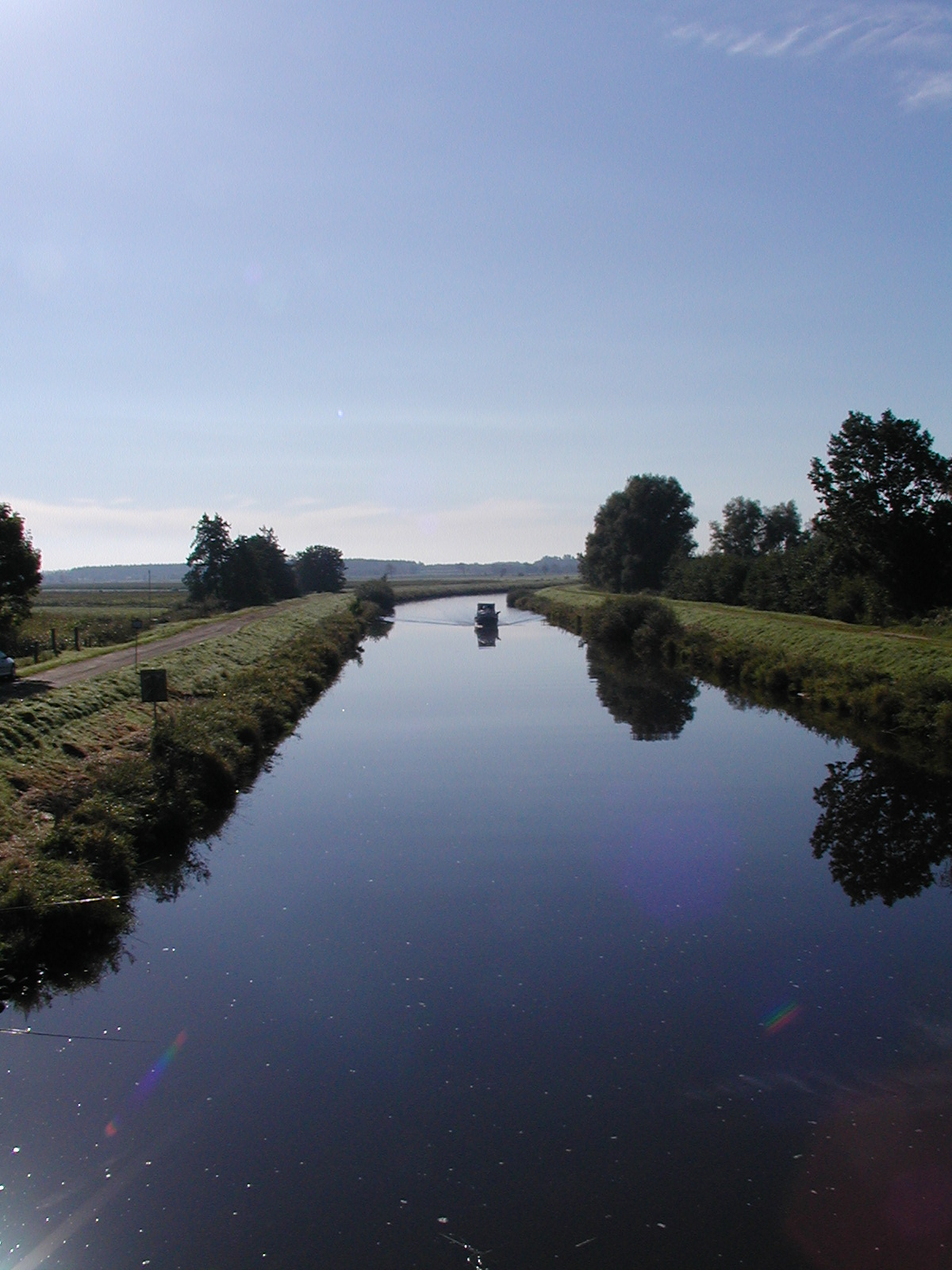
Der Hadelner Kanal am Lichtenpils Richtung Süd

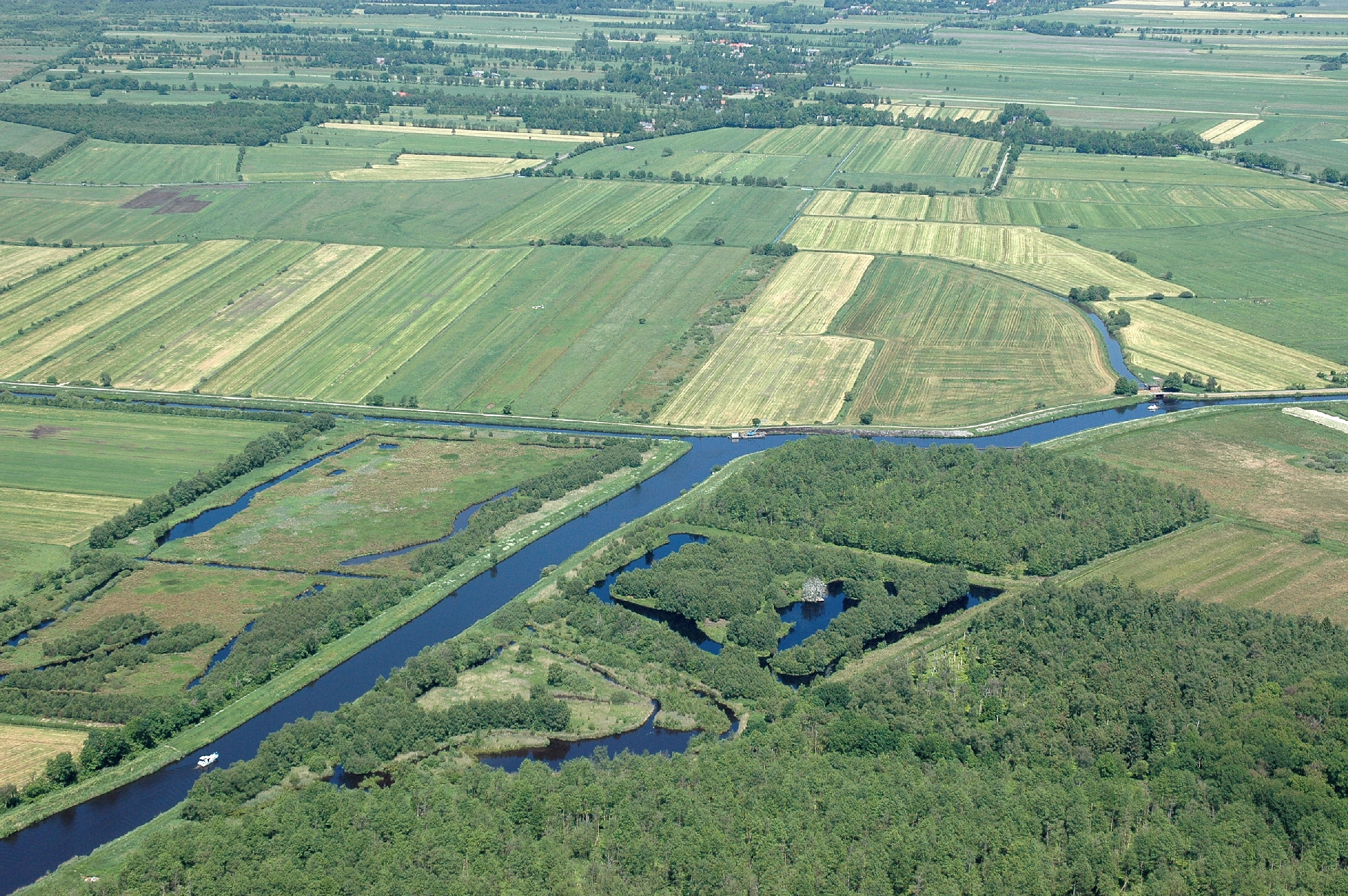
Hadelner Kanal zwischen Bederkesaer und Flögelner See (Seeabfluss), Luftbild 2012

Der Hadelner Kanal (auch Hadeler oder Hadler Kanal) ist ein Teil des Elbe-Weser-Schifffahrtswegs. Es handelt sich dabei um einen etwa 32 km langen schiffbaren Entwässerungskanal zwischen der Elbe bei Otterndorf und dem See bei Bad Bederkesa. Von dort wird der Schifffahrtsweg fortgesetzt über den ehemaligen Bederkesa-Geeste-Kanal (1858–1860) zur Geeste und nach Bremerhaven. Gebaut wurde der Hadelner Kanal von 1852 bis 1854. Er steht heute im Zuständigkeitsbereich des niedersächsischen Landesbetriebs NLWKN und dient im Wesentlichen der Entwässerung des Sietlands und der Sportbootschifffahrt als Abkürzung zwischen Weser und Elbe. 
Der Kanal ist für Schiffe und Schuten mit einer Länge bis zu 33,5 Meter und einer Breite bis zu 5 Meter ausgelegt. Ein Tiefgang bis 1,5 Meter ist möglich, sowie, bedingt durch die vielen niedrigen Brücken, eine maximale Höhe von 2,7 Meter. Diese amtlichen Angaben sind nur noch theoretischer Natur, da der Kanal nicht mehr „bewirtschaftet“ wird und sich Berichte über Abweichungen häufen.
Der Hadelner Kanal hat am Nordende eine Schleuse in Otterndorf zur Elbe, die sowohl als Siel der Entwässerung, als auch als Kammerschleuse der Schifffahrt dient. Im weiteren Verlauf des Elbe-Weser-Schifffahrtswegs gibt es die Schleuse Lintig am Bederkesa-Geeste-Kanal und als dritte die im Tidesperrwerk Bremerhaven der Geeste. Die sogenannte Schiffdorfer Stauschleuse am westlichen Ende vor Bremerhaven ist eine heute nicht mehr in Betrieb befindliche Sielanlage ohne Schleusenkammer.

## Geschichte
Nach wiederholten schweren Überschwemmungen im Sietland warb der angesehene Hauptmann Böse aus Bederkesa für ein großes Entwässerungsprojekt, den Hadelner Kanal, der in der Vergangenheit schon mehrmals projektiert, jedoch nie realisiert worden war.
Ein 1832 auf Initiative der Landdrostei Stade aufgestellter Entwurf sah vor, das Gebiet in zwei Entwässerungsgebiete zu trennen. Dabei sollte das Wasser aus der Gegend um Bederkesa durch einen Randkanal direkt der Elbe zugeleitet werden. 1834 verfügte die Landdrostei den Bau. Die Bauern des Hochlands erreichten erneut einen Aufschub, da sie selbst von der Entwässerung nicht profitierten, jedoch an den Kosten beteiligt werden sollten.
Mit etwa 20 Jahren Verspätung wurde der ‚Hadler Kanal‘ zwischen 1852 und 1854 gebaut. Rund 1150 Arbeiter bewegten eine Million Kubikmeter Erde. Es entstand ein 31,7 Kilometer langer Kanal mit einer Sohlbreite von 8,2 bis 12,3 Meter. Ebenfalls ab 1852 erfolgte der Bau des Neuhaus-Bülkauer Kanals, der die Moorwasser des Balksees in die Oste leitete. Den häufigen Überschwemmungen, die besonders das Sietland praktisch jeden Winter und nach starken Regenfällen im Sommer heimsuchten, wurde damit ein Ende gesetzt. Das bis dahin relativ rückständige Hadler Sietland erlebte einen beachtlichen wirtschaftlichen Aufschwung.
Ebenso wurde durch die Trockenlegung der Moore die bis dahin grassierende Malaria („Marschenfieber“) eingedämmt. 1859 wurde zusätzlich der Geeste-Weser-Kanal eröffnet, so dass über den Bederkesaer See eine wichtige Binnenverbindung für den Frachtverkehr zwischen Elbe und Weser entstand. Am Ende des 19. Jahrhunderts fand außerdem ein wichtiger Strukturwandel in der Landwirtschaft statt. Wegen billiger Getreideimporte aus Übersee ging der Ackerbau in den Hochländern zurück und die Grünlandwirtschaft (Rindermast) gewann an Bedeutung.
Allerdings brachte der Kanal alleine nicht die gewünschte Wirkung. Erst der Bau der verschiedenen Randkanäle und Vorfluter sowie des Otterndorfer Schöpfwerks brachte den gewünschten Erfolg und eine wesentliche Lebenserleichterung.
Zwischen 1957 und 1965 wurde der Hadelner Kanal erheblich vertieft und auf eine Sohlbreite von 14 Metern ausgebaut. Die bis dato noch vorhandene Berufsschifffahrt mit kleineren Küstenmotorschiffen ging aber ab 1973 zurück und wird heute faktisch nicht mehr praktiziert.

## Verlauf
Hydrologisch und hydrografisch beginnt der Kanal an der Schleuse Lintig, die die Wasserscheide zwischen Unterweser und Unterelbe markiert. Namentlich hingegen ist er bis zur Burg Bederkesa noch ein Teil des Bederkesa-Geeste-Kanals. Ab hier liegt er im ehemaligen Medem-Oberlauf, Aue genannt. Nach Aufnahme des heutigen künstlichen Flögelner Seeabflusses (GKZ: 39924) wendet er sich nach Osten und kreuzt den alten Medem/Aue-Zufluss Mühe. Tatsächlich mündet hier der südlich gelegene Oberlauf der Mühe (GKZ: 59926) mittels eines Pumpwerks in den Kanal.
Der nördliche Teil der Mühe ist für den Wasserhaushalt heute bedeutungslos und an einzelnen Stellen unterbrochen. Die nächsten sechs Kilometer fließt der Kanal nordostwärts und kreuzt dabei den einst großen Medem-Zufluss Gösche. Hier wird das Wasser aus dessen Oberlauf in den Kanal gehoben. Der Unterlauf der Gösche (GKZ: 5992728) ist heute umgekehrt, sein Wasser gelangt durch den Hauptvorfluter Steinau (GKZ: 599272) in den Kanal. Dessen Schöpfwerk liegt 870 m kanalaufwärts des Schöpfwerks der oberen Gösche.
Vor Bovenmoor wendet er sich nach links. Hier wurde er im Grenzbereich zwischen dem Flussgebiet der Medem und des Oste-Nebenflusses Aue gerade nordwärts bis zum Elbdeich geführt. Auf dieser Strecke gibt es keine Zuflüsse aus angrenzenden Flächen, jedoch die Möglichkeit, Wasser aus dem Kanal durch die Kehdingbrucher Wettern (GKZ: 5988392) und die Aue (GKZ: 598839) in Richtung Oste (GKZ: 598) abzuleiten.
Auf der Rückseite des Hadelner Elbdeichs verläuft der Kanal westwärts und wird durch die Hadelner Kanalschleuse außendeichs geleitet. Noch auf der Deichrückseite gibt es eine „Durchstich“ genannte Querverbindung zur Medem. Sie ermöglicht es, bei starkem Anfall von Oberflächenwasser das Schöpfwerk Otterndorf zur Entwässerung des Kanals zu nutzen, vorrangig die östliche von dessen beiden völlig voneinander getrennten Anlagen, das heute elektrisch betriebene sogenannte „Dieselschöpfwerk“.
Auf halber Strecke vom Siel zum Elbufer vereinigt sich der Hadelner Kanal mit der Medem (GKZ 2994) oder dem Medem-Außentief. Statistisch werden beide Gewässer getrennt betrachtet.

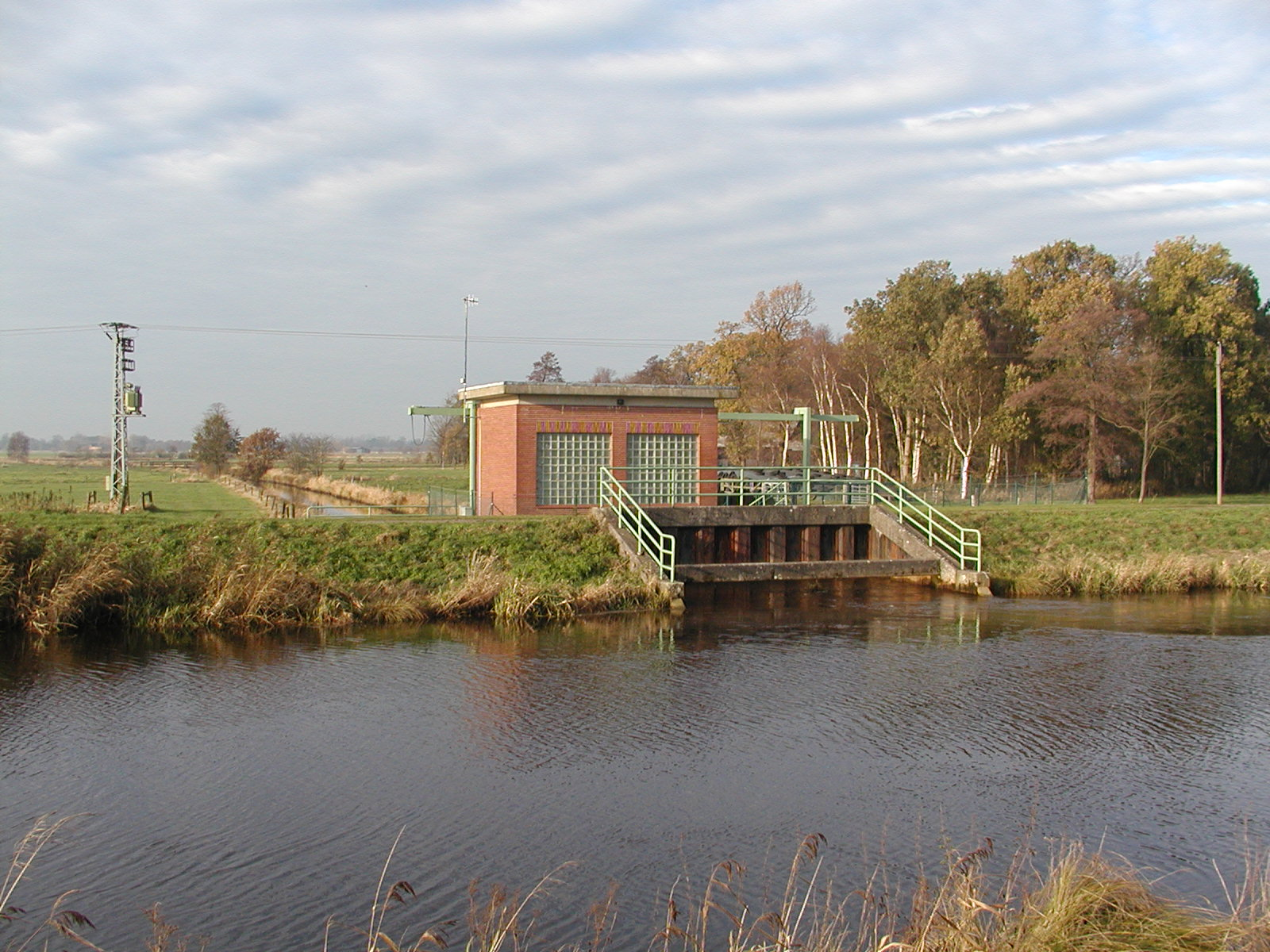
Schöpfwerk „Vorfluter Steinau“, gut erkennbar: der tiefe Wasserstand im Vorfluter
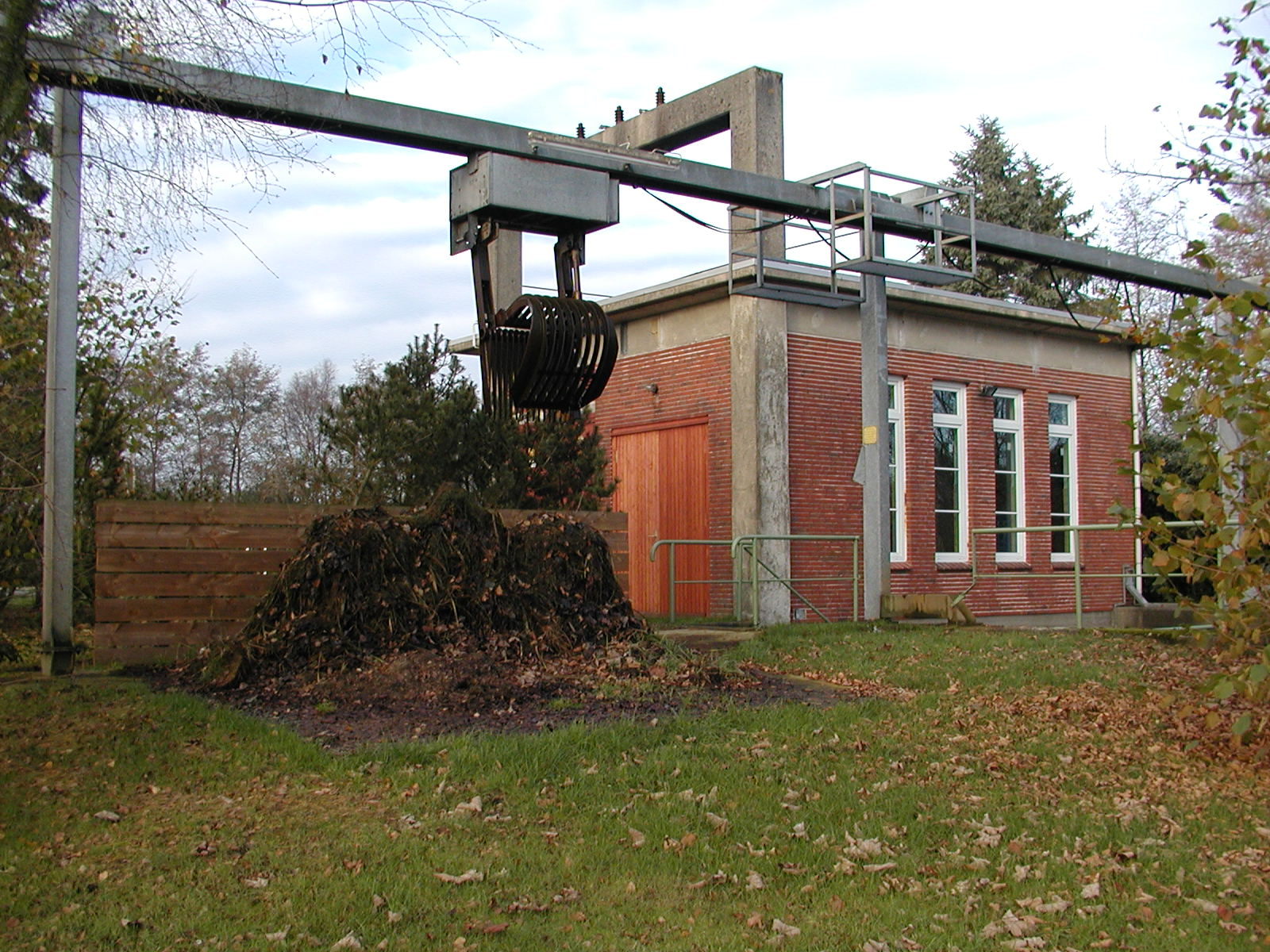
Schöpfwerk für die Gösche, der Rechen wird von Treibgut befreit
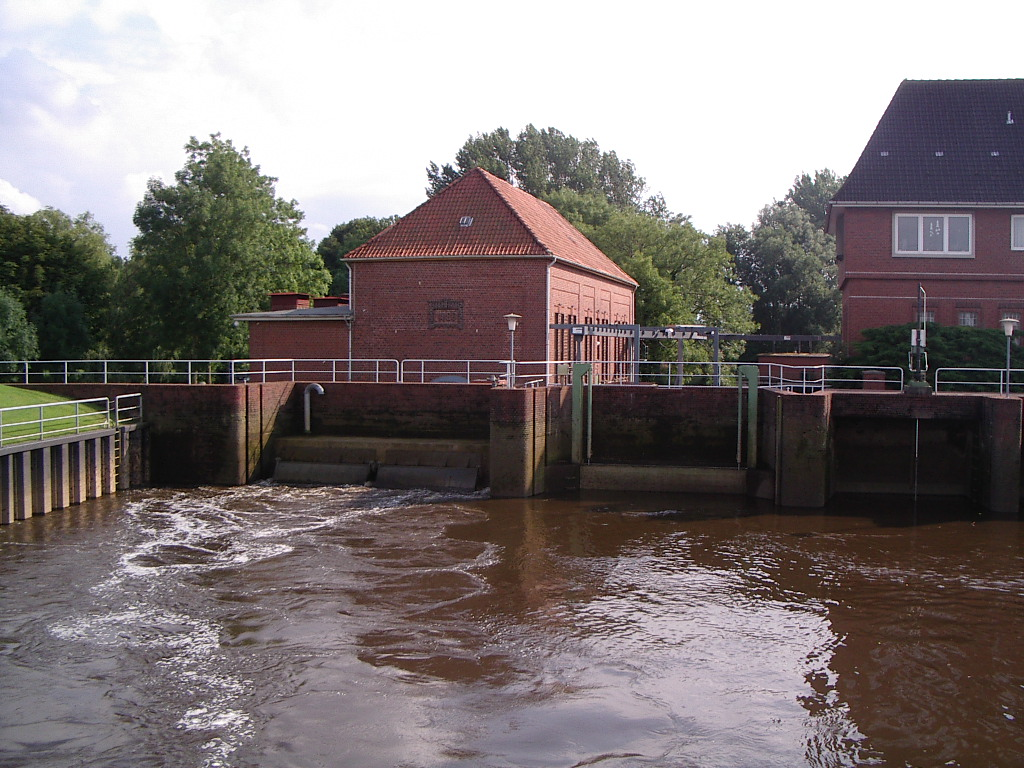
Schöpfwerk Otterndorf von Norden, links „Dieselschöpfwerk“, heute für den Kanal, rechts „Elektroschöpfwerk“ für die Medem

## Flusssystem als Liste
Diese Liste stellt nur eine Auswahl aus dem komplizierten Entwässerungsnetz dar. Sie verdeutlicht, dass es Fließwege gibt, die länger sind als die Kanalstrecke von der Schleuse Lintig zur Elbe.
Erklärungen:
- Reihenfolge stromaufwärts, am Zeilenanfang Entfernungen der Mündungen und Verzweigungen von stromabwärts gelegenen Mündungen.
- Wo in einer Zeile die Angabe der Anschlussseite unter die Gewässerkennzahl eines darüber aufgelisteten Gewässer gerückt ist, schließt das in dieser Zeile erwähnte Gewässer an dasjenige an, unter dessen Gewässerkennzahl seine Seitenangabe steht.
- Grau unterlegte Entfernungen einer Mündung von der Mündung des Hadelner Kanals in die Elbe liegen zum Teil in zugeleiteten Gewässern.
- Die (obere) Mooraue hat mehrere Abflusswege und ist darum mehrfach eingetragen, mit kräftigerer Hintergrundfarbe.

| km ab Elbe | km ab voriger Mündung; Zufluss von / ABZWEIG NACH; Gewässerkennzahl | km ab voriger Mündung; Zufluss von / ABZWEIG NACH; Gewässerkennzahl | km ab voriger Mündung; Zufluss von / ABZWEIG NACH; Gewässerkennzahl | Name                                | Name                                | Name                                | Länge        | km Ursprung → Elbe | Ursprung; Einzugsgebiet; (Anmerkungen)                                         |
| 0          | 3992                                                                | Hadelner Kanal                                                      | Hadelner Kanal                                                      | Hadelner Kanal                      | Hadelner Kanal                      | Hadelner Kanal                      | 34,3         | 34,3               | Schleuse Lintig; 301,5 km²                                                     |
| 20,08      | rechts                                                              | 59928                                                               | Stinstedter Randkanal                                               | Stinstedter Randkanal               | Stinstedter Randkanal               | Stinstedter Randkanal               | 17,35        | 37,45              | Lamstedt; Stinstedt, Moorausmoor, Mittelstenahe                                |
| 28,17      | 8,09                                                                | NACH LI                                                             | 59926                                                               | Gösche (Süd)                        | Gösche (Süd)                        | Gösche (Süd)                        |              |                    | s. u.                                                                          |
| 28,45      | 8,37                                                                | links                                                               | 5992816                                                             | (untere) Mooraue                    | (untere) Mooraue                    | (untere) Mooraue                    | 1,72 / 7,31  |                    | (Querverbindung)                                                               |
| 30,17      | 10,09                                                               | 1,72                                                                | NACH LI                                                             | 59926                               | Mühe ((Süd))                        | Mühe ((Süd))                        |              |                    | s. u.                                                                          |
| 30,17      | 10,09                                                               | 1,72                                                                | 59926                                                               | Mooraue                             | Mooraue                             | Mooraue                             | 05,53        | 035,7              | Bullensee; zw. Moorausmoor und Armstorf                                        |
| 22,0       | rechts                                                              | 599274                                                              | Gösche (Süd)                                                        | Gösche (Süd)                        | Gösche (Süd)                        | Gösche (Süd)                        |              |                    | siehe oben; Moorausmoor, Neu- und Altbachenbruch (östlicher Teil)              |
| 22,87      | links                                                               | 599272                                                              | Steinauer Vorfluter                                                 | Steinauer Vorfluter                 | Steinauer Vorfluter                 | Steinauer Vorfluter                 | 03,5         |                    | entsteht aus fünf Zuflüssen an einer doppelten Gewässerkreuzung                |
| 23,21      | 0,34                                                                | links                                                               | 5992728                                                             | Gösche (Nord)                       | Gösche (Nord)                       | Gösche (Nord)                       |              |                    |                                                                                |
| 25,01      | rechts                                                              | 59926                                                               | Mühe                                                                | Mühe                                | Mühe                                | Mühe                                | 7,65 / 13,16 |                    | schwächerer Ast der oberen Mooraue; Gebiet um Mühedeich und Meckelstedter Moor |
| 32,66      | 7,65                                                                | NACH RE                                                             | 5992816                                                             | Mooraue                             | Mooraue                             | Mooraue                             |              |                    | zum Stinstedter Randkanal s. o.                                                |
| 32,66      | 7,65                                                                | 59926                                                               | Mooraue                                                             | Mooraue                             | Mooraue                             | Mooraue                             | 05,53        | 038,16             | Bullensee; zw. Moorausmoor und Armstorf                                        |
| 27,4       | links                                                               | 599252                                                              | Lehe                                                                | Lehe                                | Lehe                                | Lehe                                | 03,45        |                    | heute Zweitabfluss des Flögelner Sees                                          |
| 27,8       | links                                                               | 59924                                                               | Flögelner Seeabfluss                                                | Flögelner Seeabfluss                | Flögelner Seeabfluss                | Flögelner Seeabfluss                | 3,0          |                    |                                                                                |
| 30,0       | 2,2                                                                 | rechts                                                              | 599244                                                              | Fickmühlener Randkanal ← Bahlenbach | Fickmühlener Randkanal ← Bahlenbach | Fickmühlener Randkanal ← Bahlenbach | 10,6         | 40,6               | westliches Umland von Bederkesa                                                |
| 30,8       | 3,0                                                                 | 59924                                                               | Flögelner See                                                       | Flögelner See                       | Flögelner See                       | Flögelner See                       | 01,4         |                    |                                                                                |
| 32,3       | 4,4                                                                 | 59924                                                               | Flögelner Seezufluss                                                | Flögelner Seezufluss                | Flögelner Seezufluss                | Flögelner Seezufluss                | 01,34        |                    |                                                                                |
| 33,64      | 5,74                                                                | 59924                                                               | Halemer See                                                         | Halemer See                         | Halemer See                         | Halemer See                         | 01,5         |                    | (amtlich dem Flögelner Seezufluss zugerechnet)                                 |
| 34,1       | 7,6                                                                 | rechts                                                              | 5991414                                                             | Neumühlener Aue                     | Neumühlener Aue                     | Neumühlener Aue                     | 01,8         | 36,2               | westlich des Flögelner Sees                                                    |
| 36,3       | 9,8                                                                 | 2,2                                                                 | rechts                                                              | 59924142                            | Neuenwalder Mühlbach                | Neuenwalder Mühlbach                | 01,9         |                    | Gebiet westlich des Flögelner Sees                                             |
| 38,2       | 11,7                                                                | 4,1                                                                 | 1,9                                                                 | RECHTS AUS                          | 59924122                            | Neuenwalder Randkanal               |              |                    | Neuenwalde                                                                     |
| 34,1       | 7,6                                                                 | 59924                                                               | Dahlemer See                                                        | Dahlemer See                        | Dahlemer See                        | Dahlemer See                        | 01,7         |                    | (amtlich der Ahlenrönne zugerechnet)                                           |
| 34,1       | 9,3                                                                 | 59924                                                               | Ahlenrönne                                                          | Ahlenrönne                          | Ahlenrönne                          | Ahlenrönne                          | 05,26        | 39,36              | nördlich des Flögelner Sees                                                    |
| 31,7       | rechts                                                              | 5992299                                                             | Bederkesaer See                                                     | Bederkesaer See                     | Bederkesaer See                     | Bederkesaer See                     |              |                    |                                                                                |
| 33,5       | 1,8                                                                 | rechts                                                              | 599222                                                              | Ankeloher Randkanal                 | Ankeloher Randkanal                 | Ankeloher Randkanal                 | 08,6         | 42,1               | zw. Ankelohe, Lintig u. Meckelstedt                                            |
| 34,6       | 2,9                                                                 | 1,1                                                                 | links                                                               | 5992228                             | Falkenburger Randkanal ((Nord))     | Falkenburger Randkanal ((Nord))     | 03,5         |                    | östlich des Bedakesaer Sees                                                    |
| 42,1       | 11,5                                                                | 8,6                                                                 | LI AUS                                                              | 59926                               | Mooraue                             | Mooraue                             | 05,5         | 047,6              | (als Abflussweg unrealistisch)                                                 |
| 33,2       | 1,5                                                                 | (links)                                                             | 599221                                                              | Falkenburger Bach                   | Falkenburger Bach                   | Falkenburger Bach                   | 01,6         |                    |                                                                                |
| 34,8       | 3,1                                                                 | 1,6                                                                 | LI AUS                                                              | 5992228                             | Falkenburger Randkanal ((Süd))      | Falkenburger Randkanal ((Süd))      | 02,32        | 37,1               | Gebiet östlich des Bedakesaer Sees                                             |
| 34,3       | Schleuse Lintig                                                     | Schleuse Lintig                                                     | Schleuse Lintig                                                     | Schleuse Lintig                     | Schleuse Lintig                     | Schleuse Lintig                     |              | 34,3               | Scheitel der Elbe-Weser-Wasserstraße                                           |

## Orte entlang des Kanals
- Otterndorf
- Mahrdorf > Ott
- Bahrdorf > Ott
- Belum
- Osterbruch Bulwickel bis Nubhusen
- Kehdingbruch
- Bülkau Sprenge bis Lichtenpils
- Odisheim Norderteil bis Süderteil
- Stinstedt Sankt Joost
- Altbachenbruch
- Mühlendeich
- Neubachenbruch
- Steinau
- Höring
- Bad Bederkesa

## Angelgewässer
Der Hadelner Kanal wird wie seine Zuflüsse und benachbarten Seen als Angelrevier genutzt, in dem es viele Fischarten gibt, wie etwa Aal, Hecht oder Zander.

## Sportgewässer
Seit über 40 Jahren wird im Mai die Ruder-Regatta des TSV Otterndorf auf dem Kanal ausgetragen. Sie ist eine offizielle Regatta des Deutschen Ruderverbands. Gerudert wird auf drei Bahnen auf einer 1000 m langen Strecke, die kurz nach dem Start eine Kurve aufweist.